# Sant Julià de Palou
Sant Julià és una església parroquial al poble de Palou a Granollers (Vallès Oriental), catalogada com a bé cultural d'interès local.

## Història
De la primitiva església romànica no en queda res, i l'actual fou construïda probablement al segle xvi. A la visita del 21 de desembre del 1403 es diu que el temple estava en males condicions i necessitava una reparació total. En canvi, a les visites de finals del segle xvi i principis del xvii, es diu que no necessitava reparació però sí la teulada. L'interior i la portada foren restaurats a començaments del segle xx.

## Descripció
Església d'estil gòtic tardà rural, orientada cap a ponent; té una nau amb la teulada més baixa que les parets que la sustenten. Les capelles laterals i l'absis poligonal estan reforçades per contraforts. La volta de la nau i de l'absis és de creueria encara que hi manquen les claus i les mènsules. La façana està acabada en semicercle, d'estil català. Té un ull de bou i una portada d'estil gòtic tardà. Un arc apuntat emmarca una porta de llinda plana amb un timpà decorat amb un relleu d'un cavaller. El campanar té dos cossos amb quatre buits de mig punt per a les campanes i, damunt, hi ha un rellotge. Les capelles que hi havia abans de 1936 estan molt ben detallades per l'Antoni Gallardo. Actualment, al presbiteri, hi ha un altar modern. Hi ha cinc capelles laterals de volta de creueria. Les dues més grans són de l'època de l'edifici i les altres dues són posteriors. A la primera de la dreta hi ha un altar del Santíssim amb una imatge gòtica de la Mare de Déu del Lledó -avui dia, una reproducció-. El material emprat per aquesta construcció és el paredat arrebossat.